# Josef Aibl
Josef Aibl (auch Joseph Aibl, * 27. Februar 1802 in München; † 28. Februar 1834 ebenda) war ein deutscher Musikalienhändler, Musikverleger und Lithograf.

## Leben und Werk
Josef Aibl war der Sohn des Hofgerichtsadvokaten Sebastian Aibl. Er war Flötenschüler von Theobald Böhm. Er lernte auch das Handwerk der Lithografie.
Von 1819 bis 1825 wirkte er in Bern als Musiker und Musikalienhändler, zuletzt als „Lithograph mit einer Musikalienhandlung“ (Akten des Stadtarchivs Bern). 1825 gründete er in München eine „Musikalien- und Instrumenten-Handlung und Leih-Anstalt“ mit angeschlossenem Musikverlag, eben den Josef Aibl Musikverlag. Er beschäftigte sich mit der Entwicklung neuer lithographischer Techniken. Nach seinem Tode führte seine Frau Jenny Aibl (geb. Lamon) zunächst die Firma weiter.